# Nuvvuagittuq zöldkő-övezet
A Nuvvuagittuq zöldkő-övezet egy fekükőzet-kibúvás a Hudson-öböl mellett, a kanadai Quebecben, ami a Föld legősibb ismert szikláit tartalmazza. A kövek kora 3,8-tól 4,28 milliárd évig terjed, azaz a legrégibbek csak mintegy 300 millió évvel fiatalabbak magánál a Földnél. (A legrégebbi ismert földi anyagok 4,36 milliárd évesek, de azokból csak szemcsék maradtak fenn.) A kőzet korát Jonathan O’Neil (McGill University) és Richard Carlson (Carnegie Institution) határozta meg szamárium-neodímium izokron módszerrel.
Az övezet a legnagyobb épségben megmaradt archaikumi kraton, a Superior-kraton északi részén terül el, körülbelül 3×4 km-en. Nevét egy közeli dombról kapta, korábban Porpoise Cove alakzat néven is ismert volt. 